# Jeroen Veldmate
Jeroen Veldmate (født 8. november 1988 i Groningen) er en hollandsk fodboldspiller, der siden sommeren 2017 har spillet for FC Emmen. Han har tidligere spillet for Viborg FF i den danske Superliga.

## Karriere

### Groningen
Veldmate startede med at spille fodbold i klubben Be Quick 1887 i barndomsbyen Groningen, inden han skiftede til byens storhold FC Groningens ungdomsafdeling. I sæsonen 2007-08 fik han debut for klubbens hold i Æresdivisionen. Efter at Veldmate kun have spillet syv kampe i de første to sæsoner, skiftede han på en lejeaftale til Helmond Sport, hvor han spillede 29 kampe og scorede fire mål. I sommeren 2010 returnerede han til Groningen.

### Sparta Rotterdam
Den 31. maj 2011 underskrev Jeroen Veldmate, sammen med sin bror Mark, en to-årig kontrakt med Sparta Rotterdam. Her nåede ham at spille 32 kampe og score seks mål for klubben på én sæson, inden han 1. juli 2012 blev solgt til Heracles Almelo.

### Heracles Almelo
Hos Heracles Almelo spillede Jeroen Veldmate i alt 43 ligakampe fra 2012 til 2015, hvoraf han var fast mand i sæsonen 2014-15 i Æresdivisionen.

### Viborg FF
Veldmate skiftede 22. juni 2015 på en fri transfer til den danske klub Viborg FF, som netop var rykket op i Superligaen. Kontrakten var gældende til 30. juni 2017.
Han fik fra starten af sæsonen en plads i startopstillingen, og debuterede 18. juli i en udekamp mod FC Midtjylland. Efter ni kampe fra start og et mål, blev Veldmates ledbånd i det ene knæ skadet i oktober, og han var ude resten af 2015.
Veldmate var først klar til at spille igen i Juli 2016, efter at have haft problemer med akillesenen. Senere kom dog det frem at han også døjede med psykiske problemer efter de langvarige skader.
Den 4. februar 2017 fik han ophævet sin kontrakt i Viborg FF.

### FC Emmen
Den 23. juni 2017 skrev han kontrakt med FC Emmen i Holland.